# Gabriela Lee
Gabriela Lee, nata Gabriela Talabă (Galați, 23 agosto 1995), è una tennista romena.

## Carriera
Gabriela Lee ha vinto 6 titoli in singolare e 10 titoli nel doppio nel circuito ITF in carriera. Il 1º agosto 2022 ha raggiunto il best ranking mondiale nel singolare, n. 136 e nella stessa data ha raggiunto il miglior piazzamento mondiale nel doppio, n. 229.
Ha fatto il suo debutto in un tabellone principale di un torneo WTA al Top Seed Open 2020, ricevendo una wildcard nel doppio insieme alla statunitense Caitlin Whoriskey. Nel mese di settembre, ha preso parte agli Open di Francia 2020, il suo primo Grand Slam, uscendo però sconfitta all'esordio dalla danese Clara Tauson.

## Statistiche ITF

### Singolare

#### Vittorie (6)
| Torneo $100.000 (1) |
| Torneo $80.000 (0)  |
| Torneo $75.000 (0)  |
| Torneo $60.000 (0)  |
| Torneo $50.000 (0)  |
| Torneo $40.000 (1)  |
| Torneo $25.000 (2)  |
| Torneo $15.000 (2)  |
| Torneo $10.000 (0)  |

| N. | Data              | Torneo                                                   | Superficie  | Avversaria in finale   | Punteggio        |
| 1. | 27 agosto 2017    | ITF Women's Circuit Bucarest, Bucarest                   | Terra rossa | Victoria Bosio         | 7–5, 6–4         |
| 2. | 9 settembre 2018  | Marbella Intecracy ITF Cup, Marbella                     | Terra rossa | Aleksandrina Najdenova | 6–2, 6–2         |
| 3. | 7 ottobre 2018    | LTP Charleston Pro Tennis, Charleston                    | Terra verde | Elizabeth Halbauer     | 6–4, 6(5)–7, 6–2 |
| 4. | 15 settembre 2019 | Ascension Project Women's Open, Redding                  | Cemento     | Alycia Parks           | 6–1, 6–1         |
| 5. | 8 maggio 2022     | FineMark Women's Pro Tennis Championship, Bonita Springs | Terra verde | Katarzyna Kawa         | 6-1, 6-3         |
| 6. | 25 maggio 2025    | Pelham Racquet Club Pro Classic, Pelham                  | Terra verde | Robin Anderson         | 6-3, 6-1         |

#### Sconfitte (5)
| Torneo $100.000 (0) |
| Torneo $80.000 (0)  |
| Torneo $75.000 (0)  |
| Torneo $60.000 (2)  |
| Torneo $50.000 (0)  |
| Torneo $40.000 (0)  |
| Torneo $25.000 (1)  |
| Torneo $15.000 (0)  |
| Torneo $10.000 (2)  |

| N. | Data              | Torneo                                           | Superficie  | Avversaria in finale | Punteggio     |
| 1. | 24 agosto 2014    | ITF Women's Circuit Bucarest, Bucarest           | Terra rossa | Cristina Stancu      | 4–6, 6–3, 2–6 |
| 2. | 24 luglio 2016    | ITF Women's Circuit Târgu Jiu, Târgu Jiu         | Terra rossa | Jaqueline Cristian   | 6(5)-7, 3-6   |
| 3. | 20 settembre 2020 | Frýdek Místek Open Cup, Frýdek-Místek            | Terra rossa | Zheng Qinwen         | 6–3, 4–6, 0–6 |
| 4. | 28 gennaio 2024   | Vero Beach International Tennis Open, Vero Beach | Terra verde | María Carlé          | 4-6, 6(4)-7   |
| 5. | 20 luglio 2025    | ITS Cup, Olomouc                                 | Terra rossa | Ana Sofía Sánchez    | 5-7, 7-5, 3-6 |

### Doppio

#### Vittorie (10)
| Torneo $100.000 (0) |
| Torneo $80.000 (0)  |
| Torneo $75.000 (0)  |
| Torneo $60.000 (0)  |
| Torneo $50.000 (0)  |
| Torneo $40.000 (0)  |
| Torneo $25.000 (4)  |
| Torneo $15.000 (3)  |
| Torneo $10.000 (3)  |

| N.  | Data              | Torneo                                            | Superficie  | Partner                     | Rivali in finale                                   | Risultato              |
| 1.  | 6 giugno 2015     | ITF Women's Circuit Galati, Galați                | Terra rossa | Oana Georgeta Simion        | Daniela Ciobanu Camelia Hristea                    | 4–6, 7–5, [10–8]       |
| 2.  | 2 luglio 2016     | Vrancea Trophy, Focșani                           | Terra rossa | Oana Georgeta Simion        | Daniela Ciobanu Kassandra Davesne                  | 5–7, 6–1, [10–6]       |
| 3.  | 20 agosto 2016    | ITF Women's Circuit Galati, Galați                | Terra rossa | Oana Georgeta Simion        | Karola Patricia Bejenaru Georgia Crăciun           | 5–7, 6–4, [10–3]       |
| 4.  | 26 agosto 2017    | ITF Women's Circuit Bucarest, Bucarest            | Terra rossa | Oana Georgeta Simion        | Elena Bogdan Elena-Teodora Cadar                   | 6–3, 0–6, [12–10]      |
| 5.  | 28 luglio 2018    | BMW AHG Cup, Horb am Neckar                       | Terra rossa | Oana Georgeta Simion        | Jana Jablonovská Vivien Juhászová                  | 6–3, 6–0               |
| 6.  | 8 settembre 2018  | Marbella Intecracy ITF Cup, Marbella              | Terra rossa | Claudia Hoste Ferrer        | Ana Lantigua de la Nuez Ángeles Moreno Barranquero | 6–2, 6–2               |
| 7.  | 14 settembre 2018 | Varna Open, Varna                                 | Terra rossa | Aymet Uzcátegui             | İpek Öz Melis Sezer                                | 3–6, 7–5, [10–5]       |
| 8.  | 3 agosto 2019     | Fort Worth Women's Pro Tennis Classic, Fort Worth | Cemento     | Hsu Chieh-yu                | Elysia Bolton Jada Hart                            | 7–6(8), 7–5            |
| 9.  | 24 agosto 2019    | Copa American Express, Guayaquil                  | Terra rossa | Katerina Stewart            | Yuliana Lizarazo María Camila Osorio Serrano       | 6(1)-7, 7-6(6), [10-7] |
| 10. | 23 novembre 2019  | Oracle Pro Series Naples Women's Open, Naples     | Terra verde | María José Portillo Ramírez | Lea Bošković Seone Mendez                          | 7–5, 6–2               |

#### Sconfitte (8)
| Torneo $100.000 (0) |
| Torneo $80.000 (0)  |
| Torneo $75.000 (0)  |
| Torneo $60.000 (1)  |
| Torneo $50.000 (0)  |
| Torneo $40.000 (0)  |
| Torneo $25.000 (3)  |
| Torneo $15.000 (0)  |
| Torneo $10.000 (4)  |

| N. | Data              | Torneo                                                          | Superficie  | Partner              | Rivali in finale                        | Risultato        |
| 1. | 28 giugno 2013    | ITF Women's Instirig Cup, Balș                                  | Terra rossa | Oana Georgeta Simion | Jaqueline Cristian Raluca Elena Platon  | 6(4)-7, 4-6      |
| 2. | 16 dicembre 2013  | GD Tennis Academy, Adalia                                       | Terra rossa | Patricia Maria Țig   | Irina Maria Bara Conny Perrin           | 3-6, 1-6         |
| 3. | 10 febbraio 2014  | Tennis Organisation, Adalia                                     | Terra rossa | Patricia Maria Țig   | Li Yihong Zhu Lin                       | 2-6, rit.        |
| 4. | 12 luglio 2014    | Trofeul Municipiului Iasi, Iași                                 | Terra rossa | Oana Georgeta Simion | Raluca Elena Platon Cristina Stancu     | 6–2, 4–6, [6–10] |
| 5. | 23 giugno 2018    | Southern Lifestyle Development Tennis Classic, Baton Rouge      | Cemento     | Astra Sharma         | Hayley Carter Ena Shibahara             | 3–6, 4–6         |
| 6. | 6 ottobre 2018    | LTP Charleston Pro Tennis, Charleston                           | Terra verde | Hsu Chieh-yu         | Sophie Chang Alexandra Mueller          | 4-6, 4-6         |
| 7. | 13 aprile 2019    | Pelham Racquet Club Women's $25K Pro Circuit Challenger, Pelham | Terra verde | Oana Georgeta Simion | Usue Maitane Arconada Caroline Dolehide | 3-6, 0-6         |
| 8. | 28 settembre 2019 | Central Coast Pro Tennis Open, Templeton                        | Cemento     | Marcela Zacarías     | Vladica Babić Caitlin Whoriskey         | 4-6, 2-6         |